# Franciszek Księżarczyk

Franciszek Księżarczyk z dowódcami oddziałów, 1944

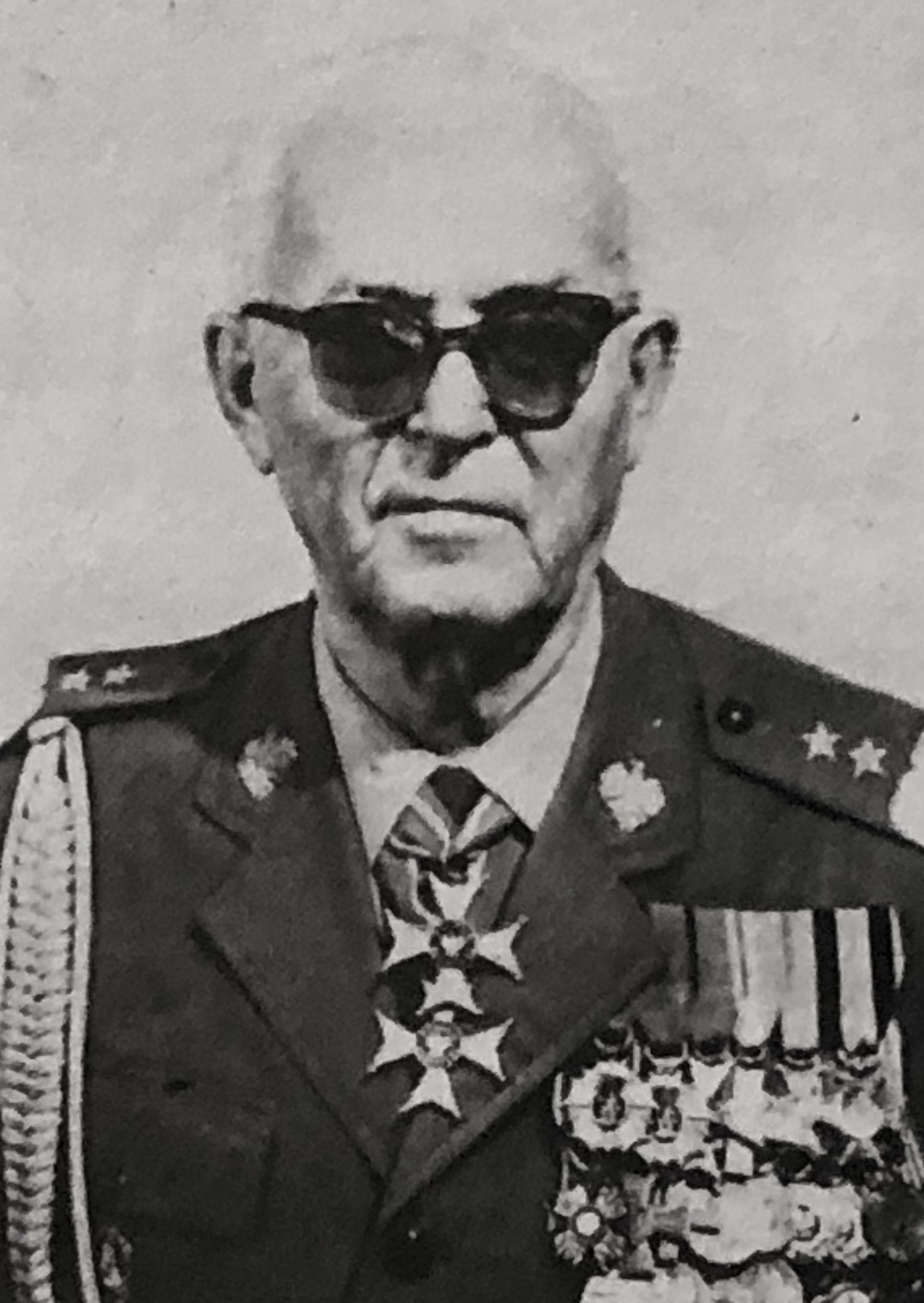
Gen. dyw. Franciszek Księżarczyk w latach 80.

Franciszek Księżarczyk, ps. „Michał” (ur. 4 grudnia 1906 w Jeleniu, zm. 3 grudnia 1991 w Warszawie) – generał broni ludowego Wojska Polskiego, zastępca komendanta głównego Milicji Obywatelskiej (1948–1954), zastępca szefa Głównego Zarządu Politycznego Wojska Polskiego (1961–1969), prezes Zarządu Głównego Ligi Obrony Kraju (1962–1969), członek Komitetu Centralnego PZPR (1981–1986), wieloletni prezes Związku Inwalidów Wojennych (1971–1991)

## Życiorys
Syn Kazimierza (1860–1906), górnika i Marianny Leokadii z domu Buchta (1863–1947). Od 1914 uczył się w szkole podstawowej, a w latach 1922–1925 był uczniem ślusarskim w fabryce „Azot” w Jaworznie. Jednocześnie od 1921 pracował jako ślusarz, a następnie przez trzy lata pracował jako górnik dołowy w Kopalni Węgla w Jaworznie. Przed wojną odbył zasadniczą służbę wojskową w 75 pp w Jaworznie, gdzie ukończył 6-miesięczną szkołę podoficerską i w stopniu kaprala był dowódcą drużyny w batalionie ckm. W 1930 został zwolniony do rezerwy. W latach 1930–1936 dzięki pomocy starszych sióstr udał się do Francji, gdzie w departamencie Gard podjął pracę jako górnik. Tam nawiązał kontakty z francuskim ruchem lewicowym.
Od grudnia 1936 służył w batalionie im. Jarosława Dąbrowskiego podczas hiszpańskiej wojny domowej. Równocześnie wstąpił do Komunistycznej Partii Hiszpanii. Początkowo był dowódcą drużyny ckm uczestnicząc w walkach nad Jaramą i w rejonie Morata de Tajuña. W marcu 1937 w stopniu porucznika ukończył Szkołę Oficerską Brygad Międzynarodowych. W czerwcu 1937 został przydzielony do brygady francuskiej, ale wkrótce został przeniesiony do macierzystego batalionu im. Jarosława Dąbrowskiego na stanowisko szefa sztabu. W walkach pod Huesca i Brunete został ciężko ranny i odesłany do szpitala w Madrycie. Od września 1937 na froncie aragońskim był zastępcą dowódcy ds. liniowych I batalionu im. Jarosława Dąbrowskiego, następnie od stycznia 1938 dowodził tym batalionem w stopniu kapitana. Jego batalion w składzie 12 Brygady Międzynarodowej im. Jarosława Dąbrowskiego skierowano na front andaluzyjski w rejonie Estremadury. Podczas natarcia został ciężko ranny i stracił lewe oko. Przez trzy miesiące przebywał na leczeniu w Barcelonie, po czym objął dowództwo polskiego batalionu im. Adama Mickiewicza. Od lipca do sierpnia 1938 brał udział w walkach nad Ebro, gdzie jego batalion jako pierwszy forsował rzekę. Potem walczył pod miejscowością Gandesa w ramach rozwijania ofensywy. Awansował wówczas na majora. Prowadził ostatnią defiladę polskich jednostek w Madrycie po decyzji o wycofaniu oddziałów międzynarodowych z frontu. Dowódcą całości zgrupowania Polaków w Hiszpanii był do grudnia 1938. Od 1939 do 1942 ponownie pracował jako górnik we Francji. Był wówczas członkiem Francuskiej Partii Komunistycznej. Znajdował się pod nadzorem policyjnym i utrzymywał się dzięki pomocy Komitetu Pomocy dla Republiki Hiszpańskiej.
We wrześniu 1939 zgłosił się jako ochotnik do organizującego się we Francji Wojska Polskiego, jednak ze względu na brak oka oraz pozbawienie obywatelstwa polskiego nie został przyjęty. Po upadku Francji w czerwcu 1940 prowadził działalność sabotażową w ramach zdelegalizowanej Francuskiej Partii Komunistycznej. W lutym 1943 wrócił do okupowanej Polski. Od marca 1943 oficer łącznikowy Sztabu Głównego Gwardii Ludowej o pseudonimie „Bruno” oraz Polskiej Partii Robotniczej. W czerwcu 1943 został oficerem Sztabu Głównego GL do spraw zaopatrzenia, a w sierpniu 1943 inspektorem Oddziałów GL na Kielecczyźnie. Do końca 1943 był dowódcą okręgu Gwardii Ludowej Warszawa – Miasto. W 1943 awansował do stopnia podpułkownika Gwardii Ludowej i razem z oddziałem uczestniczył w bitwie pod Zalezianką. W lutym 1944 po przekształceniu GL w Armię Ludową został dowódcą Obwodu IV Krakowskiego Armii Ludowej w Krakowie. Przyjął pseudonim „Michał”. W 1944 uczestniczył w bitwie pod Baranowem jaką stoczyła brygada AL. Po zatrzymaniu się frontu na Wiśle latem 1944 podjął decyzję o przejściu części oddziałów partyzanckich (1 Brygada AL Ziemi Krakowskiej im. Bartosza Głowackiego) przez front, co miało miejsce 15 sierpnia 1944.
Był pierwszym komendantem Milicji Obywatelskiej dawnego województwa rzeszowskiego (1944–1945). Współorganizował jednostki MO i brał udział w walkach z podziemiem antykomunistycznym. Na podstawie uchwały Krajowej Rady Narodowej z 2 listopada 1944 awansował na pułkownika Milicji Obywatelskiej. Od końca 1945 do jesieni 1946 był komendantem wojewódzkim MO w Warszawie, od jesieni 1946 do maja 1948 w Krakowie. Do 1947 brał udział w walkach z podziemiem antykomunistycznym. Od maja 1948 do stycznia 1954 zastępca komendanta głównego Milicji Obywatelskiej do spraw politycznych. 16 lipca 1948 na mocy postanowienia Prezydenta RP Bolesława Bieruta otrzymał nominację na stopień generała brygady Milicji Obywatelskiej. W latach 1954–1957 dyrektor Departamentu Kadr w Ministerstwie Przemysłu Mięsnego i Mleczarskiego (od lipca 1956 w Ministerstwie Przemysłu Spożywczego).
Na wniosek nowego szefa Głównego Zarządu Politycznego WP gen. Janusza Zarzyckiego na podstawie rozkazu personalnego MON z 28 stycznia 1957 został powołany do zawodowej służby wojskowej w stopniu generała brygady w korpusie oficerów politycznych. W aparacie politycznym ludowego Wojska Polskiego był kolejno zastępcą dowódcy Śląskiego Okręgu Wojskowego do spraw politycznych – szefem Zarządu Politycznego ŚOW we Wrocławiu (luty 1957– grudzień 1961) oraz zastępcą szefa Głównego Zarządu Politycznego WP w Warszawie (grudzień 1961– styczeń 1969). Równolegle od listopada 1962 do 1969 prezes Zarządu Głównego Ligi Przyjaciół Żołnierza, przekształconej w lutym 1964 w Ligę Obrony Kraju. Na mocy uchwały Rady Państwa PRL został 10 października 1964 awansowany do stopnia generała dywizji. Nominację wręczył mu w Belwederze 11 października 1964 przewodniczący Rady Państwa Edward Ochab. Następnie od stycznia 1969 do lipca 1971 sprawował funkcję attaché wojskowego, morskiego i lotniczego Ambasady PRL w Sofii. Od 5 stycznia 1972 pełnił funkcję starszego doradcy szefa GZP WP do spraw organizacji polityczno-społecznych i paramilitarnych Zespołu Oficerów do Zleceń Specjalnych.
Od maja 1972 wiceprezes Zarządu Głównego ZBoWiD, a od 1973 wiceprezes Międzynarodowej Federacji Uczestników Ruchu Oporu (FIR). Od lipca 1971 prezes Związku Inwalidów Wojennych PRL oraz wiceprzewodniczący Krajowej Komisji Dąbrowszczaków przy ZG ZBoWiD. 25 lutego 1980 został pożegnany przez ministra obrony narodowej gen. armii Wojciecha Jaruzelskiego w związku z zakończeniem zawodowej służby wojskowej i 4 sierpnia 1980 przeniesiony w stan spoczynku ze względu na wiek (73 lata). Był autorem wspomnień „Droga w ogniu” (1964).
Działacz socjalistyczny i komunistyczny: członek Polskiej Partii Socjalistycznej (1922–1928), Komunistycznej Partii Hiszpanii (1937–1939), Francuskiej Partii Komunistycznej (1939–1942), Polskiej Partii Robotniczej (1943–1948), Polskiej Zjednoczonej Partii Robotniczej (1948–1990). W latach 1971–1981 członek Centralnej Komisji Kontroli Partyjnej PZPR (wybrany na VI Zjeździe PZPR w grudniu 1971 oraz na VII Zjeździe PZPR w grudniu 1975), a w latach 1981–1986 członek Komitetu Centralnego PZPR (wybrany na IX Nadzwyczajnym Zjeździe PZPR w lipcu 1981). W październiku 1981 powołany przez Plenum Komitetu Centralnego PZPR w skład Zespołu dla przygotowania naukowej syntezy dziejów polskiego ruchu robotniczego. Był też wieloletnim członkiem Ogólnopolskiego Komitetu Frontu Jedności Narodu (do 1983) oraz Ogólnopolskiego Komitetu Pokoju. W grudniu 1985 wszedł w skład Zespołu do przygotowania projektu „Programu PZPR” na X Zjazd PZPR, który odbył się w lipcu 1986. 11 listopada 1988 r. wszedł w skład Honorowego Komitetu Obchodów 70 rocznicy Odzyskania Niepodległości przez Polskę, którego przewodnictwo objął I sekretarz KC PZPR gen. armii Wojciech Jaruzelski, 28 listopada 1988 został powołany w skład Honorowego Komitetu Obchodów 40-lecia Kongresu Zjednoczeniowego PPR – PPS – powstania PZPR. Za zasługi w działalności kombatanckiej i społecznej, na mocy uchwały Rady Państwa z 15 września 1988 awansowany do stopnia generała broni w stanie spoczynku. Nominację wręczył mu w Belwederze 11 października 1988 przewodniczący Rady Państwa, Zwierzchnik Sił Zbrojnych PRL gen. armii Wojciech Jaruzelski.
Pochowany na cmentarzu Wojskowym na Powązkach (kwatera B II-1-3).

## Publikacje
- Franciszek Księżarczyk: Droga w ogniu. Warszawa: Wydawnictwo MON, 1964. Brak numerów stron w książce

## Awanse
W trakcie wieloletniej działalności partyzanckiej, służby w milicji i wojsku otrzymał następujące awanse:
- porucznik Brygad Międzynarodowych – marzec 1937
- kapitan Brygad Międzynarodowych – styczeń 1938
- major Brygad Międzynarodowych – 1938
- podpułkownik Gwardii Ludowej – 1943
- pułkownik Milicji Obywatelskiej – listopad 1944
- generał brygady Milicji Obywatelskiej – lipiec 1948
- generał dywizji Wojska Polskiego – październik 1964
- generał broni Wojska Polskiego (w stanie spoczynku) – wrzesień 1988

## Życie prywatne
W 1940 we Francji poślubił Helenę z domu Adryańczyk, z którą miał córkę Lidię. Po wojnie, po rozwodzie orzeczonym z powodu odmowy powrotu żony do Polski, od 1953 powtórnie żonaty z Celiną z domu Sotkiewicz (1920–1990), z którą miał syna Michała (1953–2021). Mieszkał w Warszawie.

## Ordery, odznaczenia i wyróżnienia (lista niepełna)
- Order Budowniczych Polski Ludowej (1976)[10]
- Krzyż Złoty Orderu Wojennego Virtuti Militari (1957)
- Order Sztandaru Pracy I klasy (dwukrotnie, 1956 i 1972)
- Krzyż Srebrny Orderu Wojennego Virtuti Militari (1945)
- Krzyż Komandorski z Gwiazdą Orderu Odrodzenia Polski (1964)
- Order Krzyża Grunwaldu II klasy (1945)
- Krzyż Komandorski Orderu Odrodzenia Polski (1968)
- Krzyż Oficerski Orderu Odrodzenia Polski (10 października 1945)[11]
- Krzyż Walecznych (4 października 1946)[12]
- Złoty Krzyż Zasługi (11 maja 1946)[13]
- Krzyż Partyzancki (1957)
- Medal Za waszą wolność i naszą (1956)
- Srebrny Medal „Zasłużonym na Polu Chwały” (1970)
- Medal „Za udział w walkach w obronie władzy ludowej”
- Medal 10-lecia Polski Ludowej
- Medal 30-lecia Polski Ludowej
- Medal 40-lecia Polski Ludowej
- Medal za Warszawę 1939–1945 (17 stycznia 1946)[14]
- Medal Zwycięstwa i Wolności 1945
- Złoty Medal „Siły Zbrojne w Służbie Ojczyzny” (1973)
- Srebrny Medal „Siły Zbrojne w Służbie Ojczyzny”
- Brązowy Medal „Siły Zbrojne w Służbie Ojczyzny”
- Medal „Za udział w walkach o Berlin” (1971)
- Złoty Medal „Za zasługi dla obronności kraju” (1973)
- Srebrny Medal „Za zasługi dla obronności kraju” (1968)
- Brązowy Medal „Za zasługi dla obronności kraju” (1966)[15]
- Medal im. Ludwika Waryńskiego (1986)[16]
- Odznaka Grunwaldzka
- Odznaka „Za Zasługi dla ZBoWiD”
- Złoty Znak Związku Ochotniczych Straży Pożarnych (1966)[17]
- Złote Odznaczenie im. Janka Krasickiego (1966)[18]
- Złota Odznaka Kół Młodzieży Wojskowej
- Złota odznaka "Zasłużonemu w rozwoju województwa katowickiego" (1961)[19]
- Złota Odznaka honorowa „Za Zasługi dla Warszawy” (17 stycznia 1963)[20]
- Złota odznaka „Za pracę społeczną dla miasta Krakowa” (1964)[21]
- Odznaka „Zasłużony dla województwa rzeszowskiego” (1966)[22]
- Honorowa Odznaka Miasta Łodzi (1974)[23]
- Wpis do „Honorowej Księgi Czynów Żołnierskich” (1983)
- Medal 25-lecia Bułgarskiej Armii Ludowej (Bułgaria, 1969)[24]
- Krzyż Wojenny Czechosłowacki 1939 (ČSSR)
- Medal „40 lat Wyzwolenia Czechosłowacji przez Armię Radziecką” (CSSR, 1985)
- Medal Męstwa (Hiszpania, 1938)
- Krzyż Zasługi (Węgry)
- Order Czerwonego Sztandaru (ZSRR, 1968)
- Order Przyjaźni Narodów (ZSRR, 1973)
- Medal „Za zwycięstwo nad Niemcami w Wielkiej Wojnie Ojczyźnianej 1941–1945” (ZSRR)
- Medal jubileuszowy „Dwudziestolecia zwycięstwa w Wielkiej Wojnie Ojczyźnianej 1941–1945” (ZSRR)
- Odznaka „25-lecia Zwycięstwa w Wielkiej Wojnie Ojczyźnianej 1941–1945” (ZSRR, 1970)
- Medal jubileuszowy „Trzydziestolecia zwycięstwa w Wielkiej Wojnie Ojczyźnianej 1941–1945” (ZSRR, 1975)[25]
- Medal jubileuszowy „Czterdziestolecia zwycięstwa w Wielkiej Wojnie Ojczyźnianej 1941–1945” (ZSRR, 1985)[26]
- Honorowe obywatelstwo Pińczowa (1962)[27]